# Osore-zan
Der Osore-zan, auch Osore-yama (jap. 恐山, dt. Furcht-Berg), ist ein bis 879 m hohes Bergmassiv vulkanischen Ursprungs auf der Shimokita-Halbinsel im Nordostteil der Präfektur Aomori in Japan. Damit liegt er am nordöstlichen Ende der Hauptinsel Honshū im Quasi-Nationalpark Shimokita Hanto.
Am Ufer des Kratersees Usoriyama-ko (宇曽利山湖) steht der vermutlich von Ennin gegründete Tempel Entsū-ji (円通寺) aus dem 9. Jahrhundert.
Zur Namensgebung gibt es zwei Überlieferungen: Nach der einen stammt der Name aus der Zeit der Thermalbäder am Osore-zan von den furchterregenden Gerüchen von Schwefelverbindungen. Die andere besagt Osore habe sich aus der Ainu-Sprache von dem Wort usor für Bucht abgeleitet. Der Usor-Berg habe dabei tatsächlich auf die aus dem Süden kommenden Japaner einen furchteinflößenden Eindruck hinterlassen.

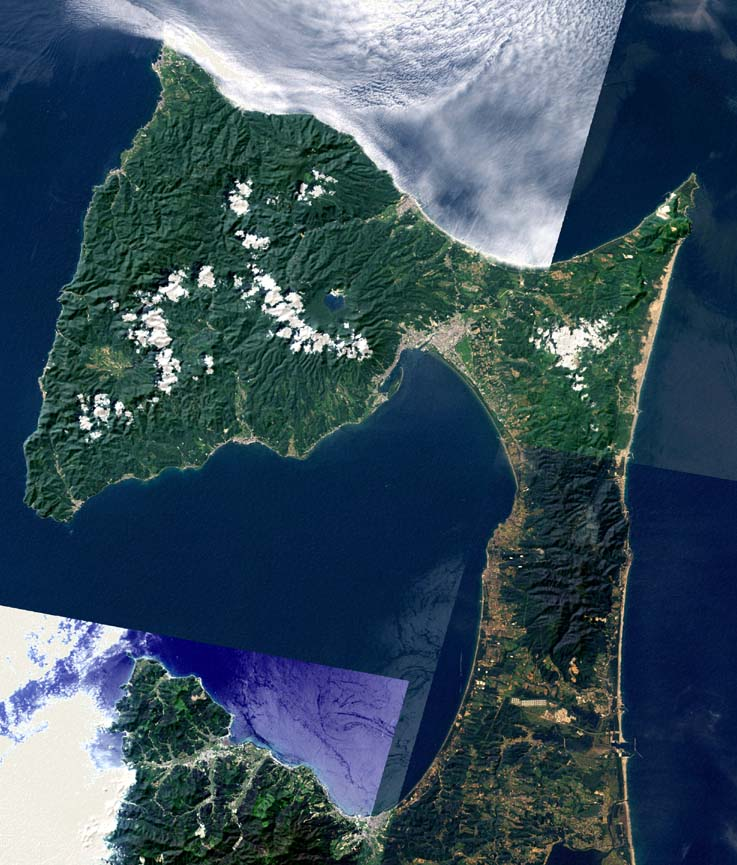
Die Shimokita-Halbinsel

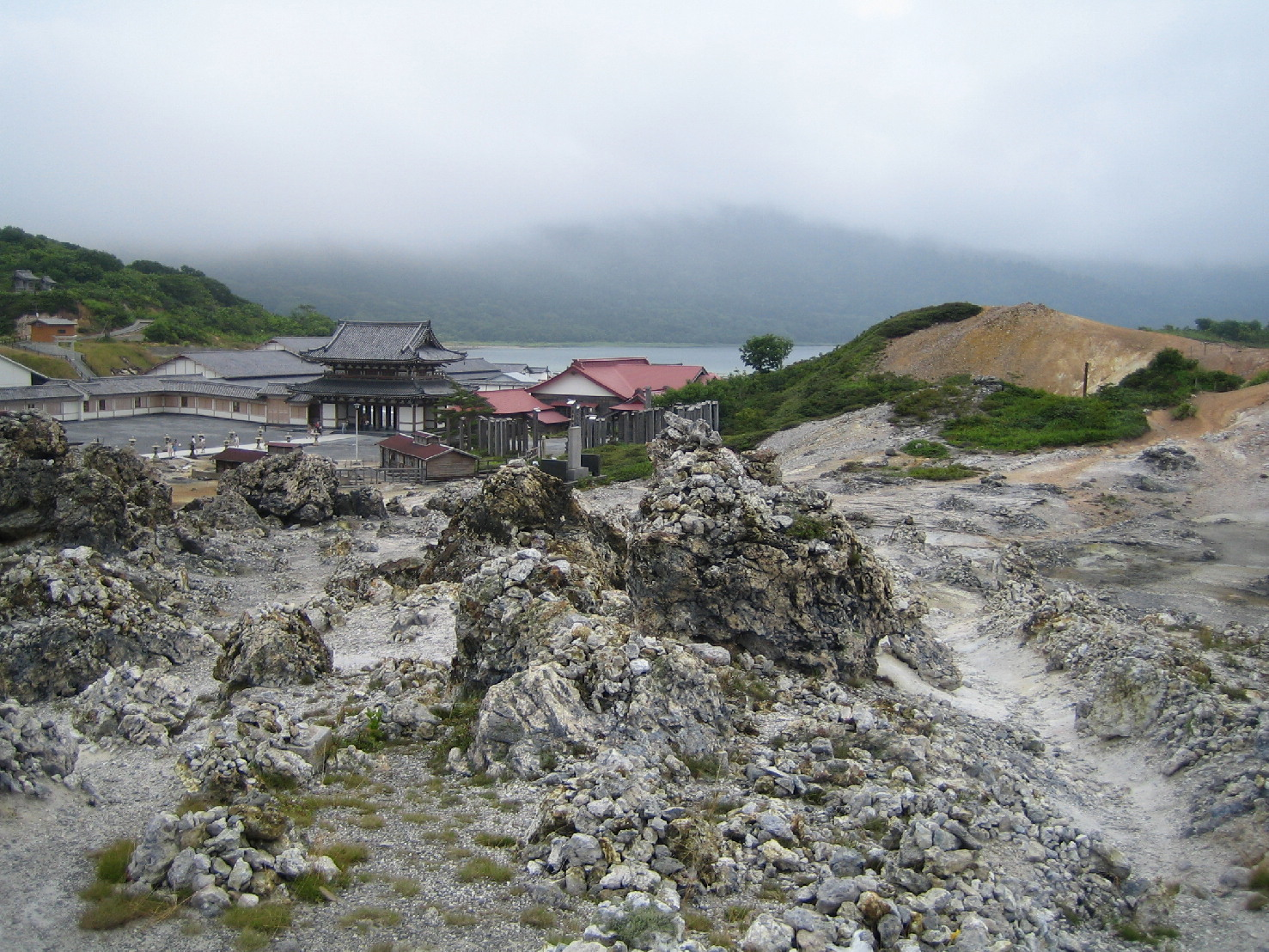
Osore-zan und Usoriyama-ko

Der Berg gilt als Abbild bzw. Eingang der buddhistischen Unterwelt und ist japanischen Schamanen heilig. Während der jährlichen Treffen Ende Juli soll es mittels Itako (japanischen Schamanen) möglich sein, mit Verstorbenen in Verbindung zu treten. Entsprechend suchen großteils Angehörige von Verstorbenen die Gegend des Berges auf. Zahllose kleine Steinhaufen werden von Besuchern hinterlassen in dem Glauben, dass die Seelen toter Kinder dazu verdammt sind, im Grenzbereich zwischen Diesseits und Jenseits Steine aufzuhäufen, um erlöst zu werden. Alleine können sie diese Arbeit jedoch nicht beenden, da ihre Steinhaufen immer wieder von bösen Dämonen umgeworfen werden. Viele hinterlassene kleine Figuren und Spielzeug gelten ebenfalls verstorbenen Kindern.
Dies und die Bodenbeschaffenheit der Umgebung sorgen für eine unheimliche Aura des Berges: In der Umgebung stößt man allenthaben auf größere, tier- und pflanzenlose Wasserlöcher im kalkig-hellen Waldboden.
Der Osore-zan gilt als einer der drei Geisterberge (Osore-zan, Kōya-san, Hiei-zan) und einer der drei Geisterstätten Japans (Osore-zan, Haku-san, Tateyama). Er ist kein typisches Touristenziel.